# 皮薩里夫卡 (卡利尼夫卡區)
49°31′48″N 28°29′7″E / 49.53000°N 28.48528°E
皮薩里夫卡（烏克蘭語：Писарівка）是位於烏克蘭西南部文尼察州裏赫米利尼克區的村莊，處於波斯托洛瓦河畔，面積12.95平方公里，海拔高度252米，2001年人口851。